# Strikeforce: Fedor vs. Rogers
Strikeforce: Fedor vs. Rogers（ストライクフォース：ヒョードル・ヴァーサス・ロジャース）は、アメリカ合衆国の総合格闘技団体「Strikeforce」の大会の一つ。2009年11月7日、イリノイ州ホフマン・エステイツのシアーズ・センターで開催された。
本大会では、ジェイク・シールズ対ジェイソン・"メイヘム"・ミラーによるStrikeforce世界ミドル級王座決定戦と、エメリヤーエンコ・ヒョードル対ブレット・ロジャースによるWAMMA世界ヘビー級タイトルマッチが行われた。

## 大会概要
カン・リーの俳優業専念によって空位となっていた世界ミドル級王座を賭けた第8試合では、シールズがミラーを判定で下し、第3代Strikeforce世界ミドル級王者となった。メインイベントではヒョードルが総合格闘技無敗のロジャースをTKOで破り、WAMMA世界ヘビー級王座の2度目の防衛を果たした。
第6試合から第9試合までのメインカード4試合が地上波CBSによって全米に放送され、またウェブ上でもライブ配信された。
WAMMA世界ヘビー級王者エメリヤーエンコ・ヒョードル、元EliteXC・Cage Rage世界ヘビー級王者アントニオ・シウバがStrikeforceデビュー。

### カード変更・中止
当初、マルース・クーネンとエリン・トーヒルの再戦が予定されていたが、トーヒルの欠場のため、替わってロクサン・モダフェリがクーネンと再戦することとなった。
アンダーカードで予定されていたマーク・ミラー対デレイ・デイヴィスのウェルター級の試合は中止となった。

## 試合結果

### プレリミナリィカード
第1試合 ウェルター級 5分3R
○  クリスチアン・ウフラケール vs.  ジョナタス・ノヴァエス ×
3R終了 判定3-0（29-26、30-25、30-25）
第2試合 ミドル級 5分3R
○  ネイト・ムーア vs.  ルイス・テイラー ×
2R 3:24 ギブアップ（パウンド）
第3試合 ミドル級 5分3R
○  シャマール・ベイリー vs.  ジョン・コロスキー ×
3R終了 判定3-0（29-27、29-27、29-27）
第4試合 キャッチウェイトバウト（150ポンド） 5分3R
○  ジェフ・カラン vs.  ダスティン・ニース ×
1R 1:39 ギブアップ（脇腹の負傷）
第5試合 女子145ポンド級 5分3R
○  マルース・クーネン vs.  ロクサン・モダフェリ ×
1R 1:05 腕ひしぎ十字固め

### メインカード
第6試合 ヘビー級 5分3R
○  ファブリシオ・ヴェウドゥム vs.  アントニオ・シウバ ×
3R終了 判定3-0（29-28、29-28、29-28）
第7試合 ライトヘビー級 5分3R
○  ゲガール・ムサシ vs.  ソクジュ ×
2R 3:43 TKO（レフェリーストップ：パウンド）
第8試合 Strikeforce世界ミドル級王座決定戦 5分5R
○  ジェイク・シールズ vs.  ジェイソン・"メイヘム"・ミラー ×
5R終了 判定3-0（48-47、49-46、48-47）
※シールズが王座獲得に成功。
第9試合 WAMMA世界ヘビー級タイトルマッチ 5分3R
○  エメリヤーエンコ・ヒョードル vs.  ブレット・ロジャース ×
2R 1:48 TKO（レフェリーストップ：右ストレート→パウンド）
※ヒョードルが王座の2度目の防衛に成功。